# Вераксин, Александр Сергеевич
Алекса́ндр Серге́евич Вераксин (22 октября 1872 — 1918) — член III Государственной думы от Виленской губернии, священник.

## Биография
Православный. Имел 300 десятин церковной земли.
Окончил Полоцкое духовное училище и Витебскую духовную семинарию (1894).
В 1896 году был рукоположен в священники. Служил в Дисненском, а затем Свенцянском уездах, одновременно будучи законоучителем народных училищ и заведующим учительской школы. В 1905 году, по предложению архиепископа Литовского и Виленского Никандра, перешел священником в Березвечский женский монастырь, где также заведывал женской учительской школой. Составил исторический очерк монастыря, опубликованный в 1910 году. Кроме того, служил псаломщиком в Георгиевской церкви села Кицково Себежского уезда.
Был председателем Глубокского отдела Союза русского народа, а также членом Русского собрания.
В 1907 году был избран в члены III Государственной думы от русского сельского населения Виленской губернии. Входил во фракцию правых. Состоял членом комиссий: по местному самоуправлению, по народному образованию и распорядительной. Принимал активное участие в разработке законопроекта о церковно-приходских школах.
Публиковался в правых газетах «Земщина» и «Русское знамя». В 1910 году был избран кандидатом в члены Главного совета СРН, а затем — почетным членом СРН с правами члена-учредителя.
По данным Михаила Польского, убит революционерами в Киевской губернии в 1918 году — повешен на воротах своего дома. В 1981 году на Архиерейском соборе РПЦЗ был прославлен в числе новомучеников и исповедников Российских. Был женат.

## Сочинения
- Березвечский монастырь Литовской епархии, Дисненского уезда (Исторический очерк). Вильна, 1910.